# Ken Casey
Kenneth William "Ken" Casey, Jr. (født 5. april 1969) er en amerikansk bassist og den primære sangskriver og forsanger for det Bostonbaserede keltiske punkband Dropkick Murphys. Casey var en af oprindelige grundlæggende medlemmer, da gruppen blev dannet i 1996, sammen med guitaristen Rick Barton og sangeren Mike McColgan. I dag er han den eneste tilbageværende medlem af de tre, selvom trommeslageren Matt Kelly sluttede sig til dem i 1997 kort efter gruppen startede. Han er kendt for sin melodiske vokalstykker og solide punkrock bas. Casey har også grundlagt en velgørenhedsgruppe kaldet The Claddagh Fund, han ejer en bar og sin egen bokseselskab kaldet Murphys Boxing.

## Opvækst
Casey blev født og voksede op i Milton i Massachusetts, som søn af Eileen Kelly og Ken Casey, Sr. Han er af irsk afstamning på både sin mors og fars side af familien. Hans far døde, da han var meget ung, og han blev derfor opfostret af sin morfar, John Kelly, der var kusk og fagforeningsmand.. Dropkick Murphys sang "Boys on the Docks" er dedikeret til John Kelly.
Casey havde flere forskellige jobs og studerede på University of Massachusetts Boston før han dannede Dropkick Murphys.

## Privatliv
Casey bor i Hingham med sin kone og sine børn. Han er stor fan af Boston Red Sox og Boston Bruins, og deltog ved Boston Bruins AT&T Legends Classic ishockeykampen den 2. januar 2010. Blandt andre deltagere var Tim Robbins, Bobby Farrelly, Terry O'Reilly og Lenny Clarke. Casey scored the winning goal for his team in the second period.
Casey ejer en bar kaldet McGreevy's Third Base Saloon i bydelen Back Bay i Boston på Boylston Street tæt ved Fenway Park. Den er dedikeret til grundlæggeren af Royal Rooters, "'Nuf Ced" Michael T. McGreevy.
I 2009 grundlagde Casey The Claddagh Fund, som en en velgørenhedsorganisation, der basere sig på den irske claddaghsymbolisme: “Venskab, Kærlighed og Loyalitet.” Den blev grundlagt sammen med den tidligere ishockeyspiller Bobby Orr fra Boston Bruins. I januar 2015 donerede Casey og fonden $10.000 til University of Massachusetts Boston, hvor Casey en overgang gik.
I oktober 2014 afholdt Casey et fundraisingarrangement for den republikanske guvernørkandidat Charlie Baker, på trods af, at Casey altid har været demokrat. Officielt støttede han borgmester Martin J. Walsh' kampagne i 2013, og sagde at Baker havde hjulpet med flere af Dropkick Murphys' velgørenhedsaktiviteter, inklusive støtte til militærfamilier. Casey er én blandt flere demokrater i Massachusetts der har støttet Baker.
Den 20 maj 2016 modtog Casey og Dropkick Murphys "Robert F. Kennedy Children's Action Corps' Embracing the Legacy Award" for deres mange år med velgørenhedsarbejde i forskellige organisationer inklusive deres arbejde med børn og militærveteraner. Prisen, “der løber parallelt med Robert F. Kennedys kamp for social retæfrdighed på vegne af samfundets mest udsatte mennesker” blev modtaget på Kennedy Library.

## Diskografi
- Do or Die (1998)
- The Gang's All Here (1999)
- Sing Loud, Sing Proud! (2001)
- Blackout (2003)
- The Warrior's Code (2005)
- The Meanest of Times (2007)
- Going Out in Style (2011)
- Signed and Sealed in Blood (2013)